# Alvéola-amarela

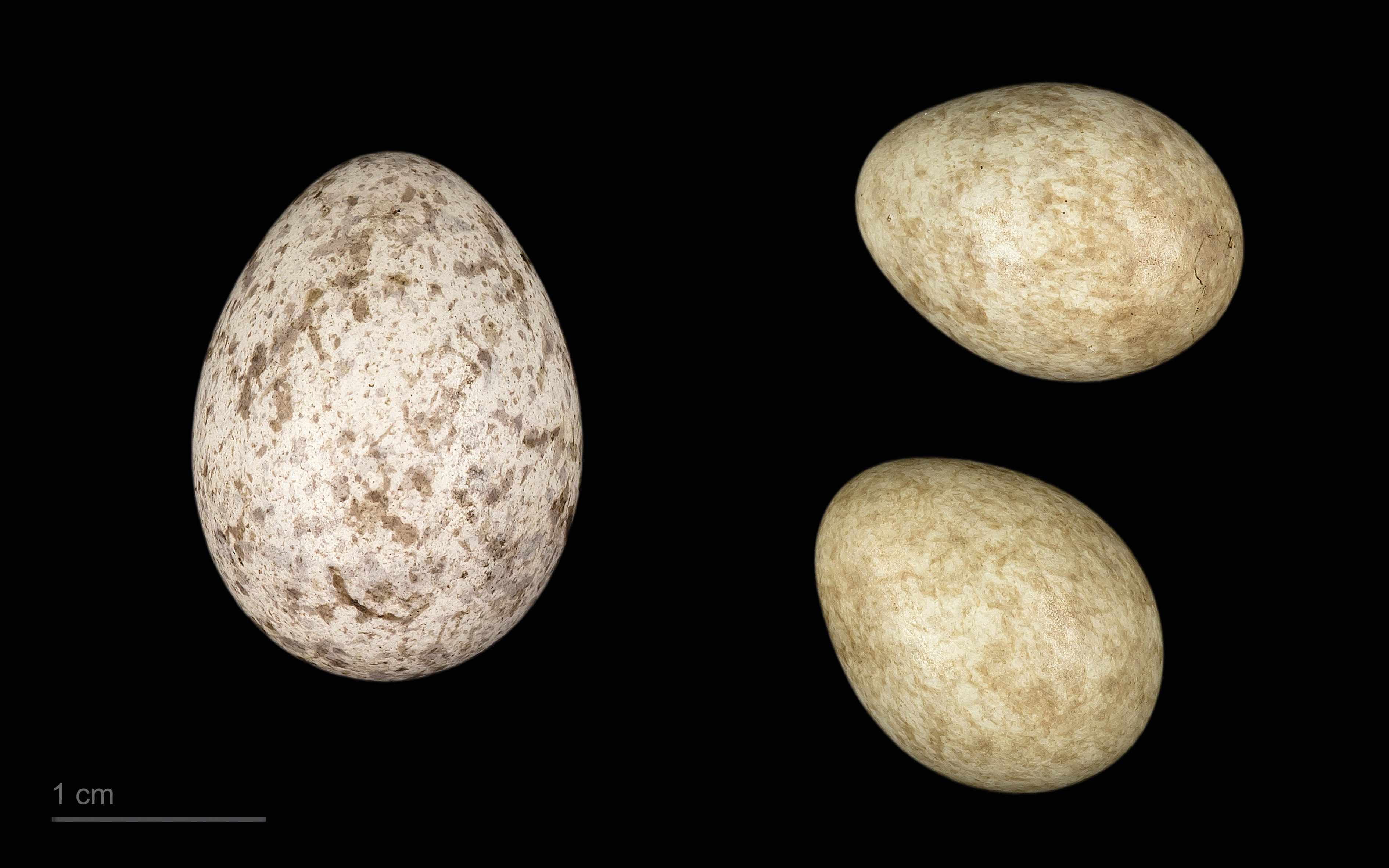
Cuculus canorus canorus em um ninho de Motacilla flava - MHNT

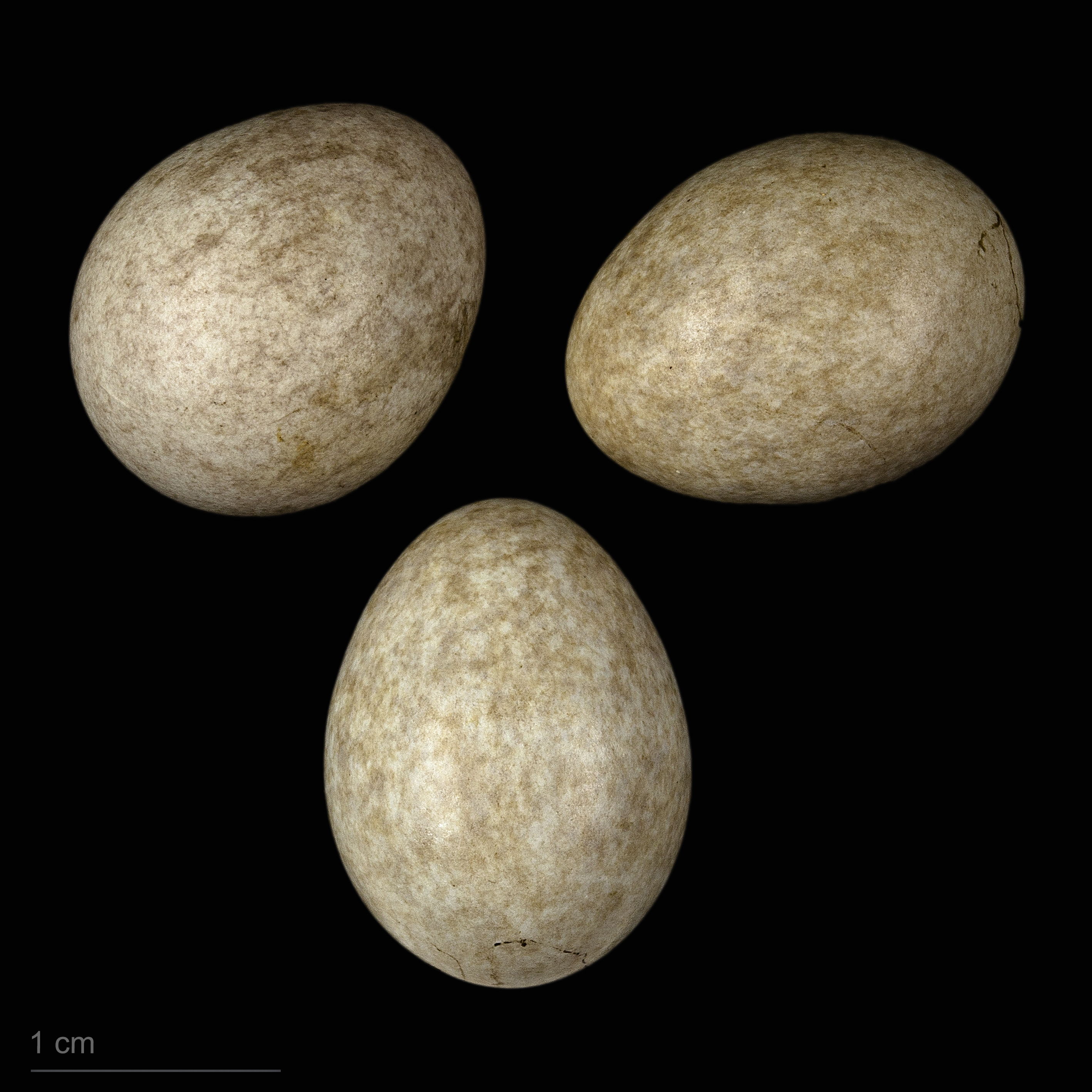
Motacilla flava thunbergi - MHNT

A alvéola-amarela ou alvéola-amarela-comum (Motacilla flava) é uma espécie de ave da família dos Motacilídeos.

## Nomes comuns
Dá ainda pelos seguintes nomes comuns: alvéloa-amarela e voeira

## Características
Ave passeriforme, com cerca de 16 cm de comprimento, cauda comprida, cabeça azulada e plumagem amarela no peito e no ventre, que assume tonalidades mais garridas, com matizes oliváceos, nos machos e mais esbatidas nas fêmeas. Os espécimes juvenis, por seu turno, têm uma plumagem mais acastanhada, se bem que com vestígios de amarelo no ventre.
Consoante a subespécie, na cabeça podem evidenciar-se padrões e tonalidades de azul-acinzentado e branco diferentes, principalmente nos machos.
A alvéola-amarela é susceptível de se confundir com a Motacilla cinerea, pese embora aquela não tenha penas azuis na cabeça  e tenha uma cauda mais comprida.

## Habitat
Nidifica por toda a Europa e inverna em África. Frequenta principalmente pastagens e orlas de zonas húmidas. Constrói o ninho no chão e alimenta-se de insectos.

### Portugal
Enquanto espécie migratória, em Portugal está presente de princípio de Março a finais de Setembro, sendo certo que não são invulgares os avistamentos já em finais de Fevereiro.
Grosso modo é passível de se encontrar em todo o território nacional, sendo certo que há diferenças de concentração entre regiões. Costuma privilegiar espaços abertos e húmidos, nas cercanias de pauis, tremedais, veigas e courelas agrícolas de culturas higrófitas, apenas passando por espaços mais secos durante o período migratório, quando está em deslocação.